# Улыбино (Ярославская область)
Улыбино — деревня в Гаврилов-Ямском районе Ярославской области. Входит в состав Великосельского сельского поселения.

## История
В 1968 г. указом президиума ВС РСФСР поселок при кирпичном заводе комбината «Заря Социализма» переименован в Улыбино.

## Население
| 2007 | 2010 |
| ---- | ---- |
| 11   | ↘2   |

Данные переписи 1897 года

Согласно данным переписных листов, в 1897 году в деревне проживало 83 человека: 32 мужчины (50% грамотных) и 51 женщина (21% грамотных). В деревне было около 18 домов - деревянные, крытые соломой. Большинство жителей были земледельцами, однако, помимо этого несколько человек работали пастухами, на мыловаренном заводе, в деревне были сапожник и портной. 